# ТЕС Мари
37°30′0″ пн. ш. 61°50′37″ сх. д. / 37.50000° пн. ш. 61.84361° сх. д.
ТЕС Мари — теплова електростанція на південному сході Туркменістану, розташована на околицях міста Мари.
За первісним проєктом електростанція повинна була мати шість конденсаційних блоків з паровими турбінами потужністю по 210 МВт, які стали до ладу в 1973 (два), 1975, 1979, 1981 та 1983 роках. Згодом проєкт доповнили ще двома такими блоками, останній з яких ввели в експлуатацію у 1987-му.
В 2006-му завершилась модернізація блоку № 4, за результатами якої його потужність зросла до 235 МВт. Втім, через поганий технічний стан обладнання фактичні показники конденсаційної черги були далекі від первісних, так, станом на кінець 2000-х блоки видавали від 100 до 170 МВт. У проміжку між січнем 2013-го та травнем 2015-го блок № 2 повністю демонтували, а станом на 2019 сукупна потужність конденсаційних блоків знизилась до 650 МВт. При цьому з турецькою компанією Çalık Enerji велись переговори щодо реконструкції, яка має підняти показник хоча б до 1000—1200 МВт.
В 2014-му почало роботу черга Мари-2, що складається із трьох встановлених на роботу у відкритому циклі газових турбін потужністю по 50 МВт.
В 2018-му стала до ладу черга Мари-3, яка має два однотипні парогазові блоки комбінованого циклу потужністю по 787 МВт. У кожному з них дві турбіни потужністю по 263 МВт живлять через відповідну кількість котлів-утилізаторів одну парову турбіну з показником 261 МВт. Паливна ефективність цієї черги становить 57 %.
Електростанцію спорудили з огляду на виявлені в Туркменістані великі ресурси природного газу. Її майданчик розташований за пів сотні кілометрів на схід від гігантського Шатликського родовища (введене в експлуатацію у 1972) та за два десятки кілометрів на північний захід від родовища Майське (розробка почалась у 1968 із видачею продукції по газопроводу, який прямував на захід повз Шатликське родовище). Згодом до району розташування станції вивели трубопровід Довлетабад – Мари та перемичку довжиною понад чотири десятки кілометрів від газопроводу Галкиниш – Шатлик, по якому транспортується продукція унікального родовища Галкиниш.
Станцію запроєктували з розрахунку на використання води Каракумського каналу для охолодження.
Видача продукції відбувається по ЛЕП, що працюють під напругою 500 кВ, 220 кВ та 110 кВ.